# Chiquilistlán
Chiquilistlán es una localidad del estado mexicano de Jalisco. Es cabecera del municipio de Chiquilistlán.

## Demografía
| Gráfica de evolución demográfica |
|                                  |

| Censo | Población |
| ----- | --------- |
| 1900  | 2 564     |
| 1910  | 2 065     |
| 1921  | 2 052     |
| 1930  | 2 343     |
| 1940  | 1 768     |
| 1950  | 1 854     |
| 1960  | 1 995     |
| 1970  | 2 221     |
| 1980  | 2 427     |
| 1990  | 2 820     |
| 2000  | 3 500     |
| 2010  | 3 962     |
| 2020  | 4 299     |